# Ober-Ofleiden
Ober-Ofleiden ist der zweitgrößte Stadtteil von Homberg (Ohm) im mittelhessischen Vogelsbergkreis.

## Geographie

### Geographische Lage
Der alte Dorfkern liegt am westlichen linken Ufer der Ohm gegenüber der Kernstadt Homberg. Am östlichen rechten Ufer sind große Neubaugebiete entstanden, die an der Ostgrenze baulich mit der Kernstadt zusammengewachsen sind. Landschaftlich zählt Ober-Ofleiden zum Amöneburger Becken am Nordrand des Vogelsbergs. Die Gemarkungsfläche beträgt 332 Hektar, davon sind 9 Hektar bewaldet.

### Nachbarorte
| Haarhausen     | Nieder-Ofleiden                             | Dannenrod     |
| Ebsdorfergrund | Kompassrose, die auf Nachbargemeinden zeigt | Homberg       |
| Schadenbach    | Büßfeld                                     | Wäldershausen |

## Ortsgeschichte

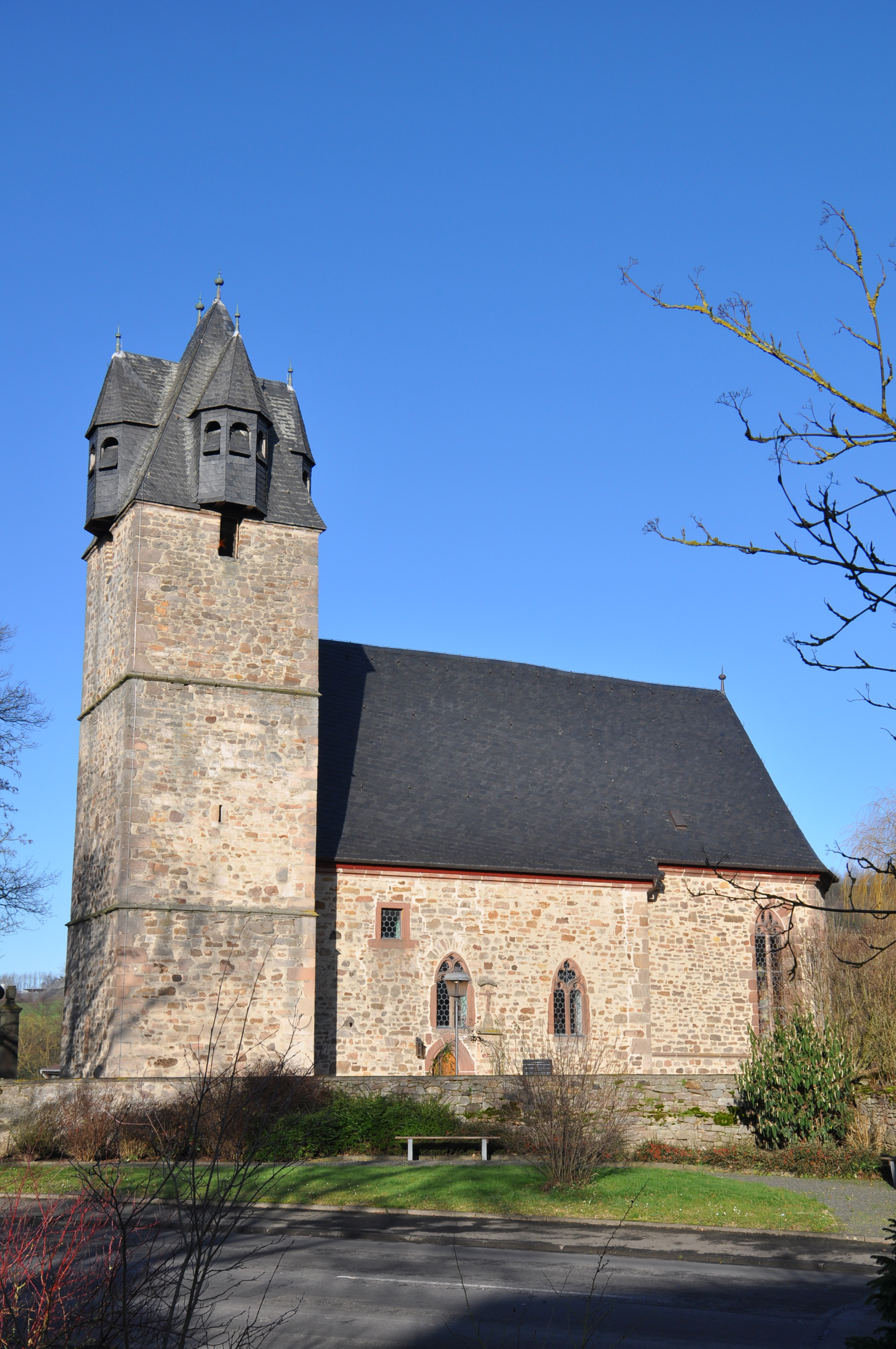
Ev. Kirche St. Martin

### Mittelalter
Die Ersterwähnung von Ofleiden erfolgte zwischen 750 und 779 „... bona sua in Vfleida“ (Seine Güter in Ofleiden). Um 1160 wurde im Codex Eberhardi, dem berühmten Kopiar des Klosters Fulda, wird erstmals die Siedlungsform Villa genannt: „in villa vfleida.“
In einem Kopiar um 1150 lautet der Eintrag „... in Vfleidon II mansi“. Ein weiteres Kopiar, datiert um 1300, nennt für 1151 den Archipresbyter (Erzpriester) Wiger de Vfleiden. Erst aus einem weiteren Kopiar von 1248/49 erschließt sich indirekt, dass die Siedlung nun zwischen Nieder- und Ober-Ofleiden unterschieden wird, denn es heißt in einem Kopiar „in inferiori Vfleyiden“. Ein weiterer Kopiareintrag nennt für cirica 1300: „Uffleyden superius“ (Ober-Ofleiden).
Bereits aus dem 16. Jahrhundert datiert die Aufzählung der Dörfer „Niddernufleyden, Obernufleiden“ in einem Salbuch von 1568.
Es wird angenommen, dass sich dieser erste Beleg auf Ober-Ofleiden bezieht.
Der Ortsname beruht auf dem ahd. „leita“ bzw. mhd. „leite“, was im Neuhochdeutschen Weg bedeutet. Dies findet sich auch im Ortsnamen Leihgestern. Demnach wäre Ofleiden, die an dem Höhenweg hinziehende Siedlung.
Bereits zu Anfang des 13. Jahrhunderts wurde die Wehrkirche erbaut. Sie ist im Kern spätromanisch und wurde spätgotisch erweitert.

### Neuzeit
Die Statistisch-topographisch-historische Beschreibung des Großherzogthums Hessen berichtet 1830 über Ober-Ofleiden:

„Oberofleiden (L. Bez. Kirtorf) evangel. Pfarrdorf; liegt an der Ohm, 2 1⁄2 St. von Kirtorf, hat 57 Häuser und 354 evangelische Einwohner, so wie 1 Kirche, 1 Schulhaus, 2 Mahlmühlen, womit 1 Oelmühle verbunden ist, und einen Bruch von weißen Sandsteinen. Die Einwohner beschäftigen sich stark mit der Spinnerei und Leineweberei. – Zum Kirchengebiete gehörten folgende Orte: Deckenbach superius et inferius (Deckenbach), Gemünden superius (Burggemünden), Schadenbach (Schadenbach), Irmenrade (Ermenrod), Mülenbach (Maulbach), Rudolfferade Rülfenrod, Blydenrade (Bleidenrod), Gemünden inferius (Niedergemünden), Erinckshusen (Ehringshausen), Güntershusen (Gontershausen), Uffleyden inferius (Niederofleiden), Harhusen (Haarhausen), Weltershussen (Wäldershausen), Ottcrbach (Otterbach), Elpenrade ((Elpenrod), Heymbach (Haimbach), Appenrade (Appenrod), Bubelsfelde (Büßfeld), Opprachtshusen (Uppertshausen), Honigen (Höingen), nebst den ausgegangenen Orten Finckenhain, Foltsrucken, Hirtenrade, Horbach, Beyelsdorff, Frawinrade, Hubele, Lurelahe, Frymänne und Wykrummeshusen. Die Wahrscheinlichkeit liegt vor, daß dieses Kirchengebiet ursprünglich auch nur ein Gericht ausmachte, obgleich die ältesten Urkunden dasselbe schon nach den Burgen zu Homberg und Burggemünden abgetheilt angeben. Zur erstern Burg gehörte das Gericht Ofleiden, zur andern das Gericht Niedergemünden. Jenes war eine Allode der Landgrafen, dieses trugen die Grafen von Ziegenhain von der Abtei Fuld zu Lehen.“

Gebietsreform in Hessen (1970–1977)
Zum 1. Oktober 1971 wurde die bis dahin selbständige Gemeinde Ober-Ofleiden im Zuge der Gebietsreform in Hessen zeitgleich mit zehn weiteren Gemeinden auf freiwilliger Basis als Stadtteil in die Stadt Homberg (Ohm) – damals noch mit dem Namen Homberg (Kreis Alsfeld) – eingegliedert.
Für alle durch die Gebietsreform nach Homberg eingegliederten Gemeinden und die Kernstadt wurden Ortsbezirke mit Ortsbeirat und Ortsvorsteher nach der Hessischen Gemeindeordnung gebildet.

### Verwaltungsgeschichte im Überblick
Die folgende Liste zeigt die Staaten und Verwaltungseinheiten, denen Ober-Ofleiden angehört(e):

- vor 1567: Heiliges Römisches Reich, Landgrafschaft Hessen, Amt Homberg an der Ohm
- ab 1567: Heiliges Römisches Reich, Landgrafschaft Hessen-Marburg, Amt Homberg an der Ohm[17]
- 1604–1648: Heiliges Römisches Reich, strittig zwischen Landgrafschaft Hessen-Darmstadt und Landgrafschaft Hessen-Kassel (Hessenkrieg)
- ab 1604: Heiliges Römisches Reich, Landgrafschaft Hessen-Darmstadt, Oberfürstentum Hessen, Amt Homberg an der Ohm[18]
- ab 1806: Großherzogtum Hessen,[Anm. 2] Fürstentum Oberhessen, Amt Homberg an der Ohm[19][20]
- ab 1815: Großherzogtum Hessen[Anm. 3], Provinz Oberhessen, Amt Homberg an der Ohm[21]
- ab 1821: Großherzogtum Hessen, Provinz Oberhessen, Landratsbezirk Kirtorf[22][Anm. 4]
- ab 1832: Großherzogtum Hessen, Provinz Oberhessen, Kreis Alsfeld
- ab 1848: Großherzogtum Hessen, Regierungsbezirk Alsfeld
- ab 1852: Großherzogtum Hessen, Provinz Oberhessen, Kreis Alsfeld
- ab 1867: Norddeutscher Bund[Anm. 5], Großherzogtum Hessen, Provinz Oberhessen, Kreis Alsfeld
- ab 1871: Deutsches Reich, Großherzogtum Hessen, Provinz Oberhessen, Kreis Alsfeld
- ab 1918: Deutsches Reich (Weimarer Republik), Volksstaat Hessen, Provinz Oberhessen, Kreis Alsfeld
- ab 1938: Deutsches Reich, Volksstaat Hessen, Landkreis Alsfeld[23][Anm. 6]
- ab 1945: Amerikanische Besatzungszone,[Anm. 7] Groß-Hessen, Regierungsbezirk Darmstadt, Landkreis Alsfeld
- ab 1946: Amerikanische Besatzungszone, Land Hessen, Regierungsbezirk Darmstadt, Landkreis Alsfeld
- ab 1949: Bundesrepublik Deutschland, Land Hessen, Regierungsbezirk Darmstadt, Landkreis Alsfeld
- ab 1971: Bundesrepublik Deutschland, Land Hessen, Regierungsbezirk Darmstadt, Landkreis Alsfeld, Stadt Homberg (Ohm)[Anm. 8]
- ab 1972: Bundesrepublik Deutschland, Land Hessen, Regierungsbezirk Darmstadt, Vogelsbergkreis, Stadt Homberg (Ohm)
- ab 1981: Bundesrepublik Deutschland, Land Hessen, Regierungsbezirk Gießen, Vogelsbergkreis, Stadt Homberg (Ohm)

### Einwohnerentwicklung
| • 1577: | 028 Hausgesesse mit vier Wagen     |
| • 1791: | 264 Einwohner                      |
| • 1800: | 277 Einwohner                      |
| • 1806: | 295 Einwohner, 47 Häuser           |
| • 1829: | 354 Einwohner, 57 Häuser           |
| • 1867: | 392 Einwohner, 61 bewohnte Gebäude |
| • 1875: | 364 Einwohner, 71 bewohnte Gebäude |

| Ober-Ofleiden: Einwohnerzahlen von 1791 bis 2019 | Ober-Ofleiden: Einwohnerzahlen von 1791 bis 2019 | Ober-Ofleiden: Einwohnerzahlen von 1791 bis 2019 | Ober-Ofleiden: Einwohnerzahlen von 1791 bis 2019 | Ober-Ofleiden: Einwohnerzahlen von 1791 bis 2019 |
| --- | ------------------------------------------------ | ------------------------------------------------ | ------------------------------------------------ | ------------------------------------------------ |
| Jahr |                                                  |                                                  |                                                  | Einwohner                                        |
| 1791 | 1791                                             |                                                  | 264                                              | 264                                              |
| 1800 | 1800                                             |                                                  | 277                                              | 277                                              |
| 1806 | 1806                                             |                                                  | 295                                              | 295                                              |
| 1829 | 1829                                             |                                                  | 354                                              | 354                                              |
| 1834 | 1834                                             |                                                  | 360                                              | 360                                              |
| 1840 | 1840                                             |                                                  | 377                                              | 377                                              |
| 1846 | 1846                                             |                                                  | 366                                              | 366                                              |
| 1852 | 1852                                             |                                                  | 369                                              | 369                                              |
| 1858 | 1858                                             |                                                  | 388                                              | 388                                              |
| 1864 | 1864                                             |                                                  | 371                                              | 371                                              |
| 1871 | 1871                                             |                                                  | 382                                              | 382                                              |
| 1875 | 1875                                             |                                                  | 364                                              | 364                                              |
| 1885 | 1885                                             |                                                  | 361                                              | 361                                              |
| 1895 | 1895                                             |                                                  | 319                                              | 319                                              |
| 1905 | 1905                                             |                                                  | 326                                              | 326                                              |
| 1910 | 1910                                             |                                                  | 329                                              | 329                                              |
| 1925 | 1925                                             |                                                  | 329                                              | 329                                              |
| 1939 | 1939                                             |                                                  | 372                                              | 372                                              |
| 1946 | 1946                                             |                                                  | 551                                              | 551                                              |
| 1950 | 1950                                             |                                                  | 528                                              | 528                                              |
| 1956 | 1956                                             |                                                  | 463                                              | 463                                              |
| 1961 | 1961                                             |                                                  | 441                                              | 441                                              |
| 1967 | 1967                                             |                                                  | 453                                              | 453                                              |
| 1970 | 1970                                             |                                                  | 443                                              | 443                                              |
| 1980 | 1980                                             |                                                  | ?                                                | ?                                                |
| 1990 | 1990                                             |                                                  | ?                                                | ?                                                |
| 2000 | 2000                                             |                                                  | ?                                                | ?                                                |
| 2011 | 2011                                             |                                                  | 984                                              | 984                                              |
| 2015 | 2015                                             |                                                  | 920                                              | 920                                              |
| 2019 | 2019                                             |                                                  | 869                                              | 869                                              |
| Datenquelle: Historisches Gemeindeverzeichnis für Hessen: Die Bevölkerung der Gemeinden 1834 bis 1967. Wiesbaden: Hessisches Statistisches Landesamt, 1968. Weitere Quellen: LAGIS; Stadt Homburg (Ohm); Zensus 2011 |                                                  |                                                  |                                                  |                                                  |

### Religionszugehörigkeit
| • 1829: | 354 evangelische (= 100 %) Einwohner                              |
| • 1961: | 397 evangelische (= 90,02 %), 37 katholische (= 8,39 %) Einwohner |

### Gerichte seit 1803
In der Landgrafschaft Hessen-Darmstadt wurde mit Ausführungsverordnung vom 9. Dezember 1803 das Gerichtswesen neu organisiert. Für die Provinz Oberhessen wurde das Hofgericht Gießen als Gericht der zweiten Instanz eingerichtet. Die Rechtsprechung der ersten Instanz wurde durch die Ämter bzw. Standesherren vorgenommen und somit war für Ober-Ofleiden das „Amt Homberg an der Ohm“ zuständig.
Das Hofgericht war für normale bürgerliche Streitsachen Gericht der zweiten Instanz, für standesherrliche Familienrechtssachen und Kriminalfälle die erste Instanz. Übergeordnet war das Oberappellationsgericht Darmstadt.
Mit der Gründung des Großherzogtums Hessen 1806 wurde diese Funktion beibehalten, während die Aufgaben der ersten Instanz 1821 im Rahmen der Trennung von Rechtsprechung und Verwaltung auf die neu geschaffenen Landgerichte übergingen. „Landgericht Homberg an der Ohm“ war daher von 1821 bis 1879 die Bezeichnung für das erstinstanzliche Gericht in Homberg an der Ohm, das für Ober-Ofleiden zuständig war.
Anlässlich der Einführung des Gerichtsverfassungsgesetzes mit Wirkung vom 1. Oktober 1879, infolge derer die bisherigen großherzoglich hessischen Landgerichte durch Amtsgerichte an gleicher Stelle ersetzt wurden, während die neu geschaffenen Landgerichte nun als Obergerichte fungierten, kam es zur Umbenennung in „Amtsgericht Homberg an der Ohm“ und Zuteilung zum Bezirk des Landgerichts Gießen. Am 15. Juni 1943 wurde das Gericht zur Zweigstelle des Amtsgerichtes Alsfeld, aber bereits wieder mit Wirkung vom 1. Juni 1948 in ein Vollgericht umgewandelt. Am 1. Juli 1968 erfolgte die Auflösung des Amtsgerichts Homberg und Ober-Ofleiden wurde dem Bereich des Amtsgerichts Kirchhain zugeteilt.
1973 wechselte die Stadt Homberg an der Ohm und mit ihr Ober-Ofleiden in den Zuständigkeitsbereich des Amtsgerichts Alsfeld.
In übergeordneten Instanzen sind jetzt das Landgericht Gießen, das Oberlandesgericht Frankfurt am Main sowie der Bundesgerichtshof als letzte Instanz.

## Wappen und Flagge
Wappen

Blasonierung: „In schwarzem Schild eine silberne Wolfsangel, darüber im von Blau und Gold geteilten Schildhaupt drei Oblaten in verwechselter Tinktur.“
Das Wappen wurde der Gemeinde Ober-Ofleiden im damaligen Landkreis Alsfeld am 24. August 1966 durch den Hessischen Innenminister genehmigt.
Gestaltet wurde es durch den Bad Nauheimer Heraldiker Heinz Ritt.
 Flagge 
Die Flagge wurde der Gemeinde am 28. April 1967 genehmigt und wird wie folgt beschrieben:
„Flagge von Weiß und Rot geständert, im Schnittpunkt das Gemeindewappen.“

## Vereine
Das kulturelle Leben im Dorf prägen folgende Vereine:
- Burschen- und Mädchenschaft
- Eros-Club 2000 e.V.
- Evangelische Jugend
- Frauenchor
- Freiwillige Feuerwehr
- Heimatkundlicher Kreis
- Männergesangverein Ober-Ofleiden Gontershausen
- Sport- und Freizeitclub 2000
- Sportverein SV Ober-Ofleiden

## Sehenswertes
- Sehenswert ist nicht nur die Wehrkirche, sondern auch die Bogenbrücke über die Ohm.

## Verkehr
Auf der östlichen Talseite wird die Ohm von der Landesstraße L 3073 begleitet. Sie führt durch die neuen Viertel von Ober-Ofleiden. In der Ortsdurchfahrt zweigt die L 3126 nach Westen ab, überquert die Ohm und führt durch das alte Dorf nach Gontershausen. Den öffentlichen Personennahverkehr stellen Buslinien der Verkehrsgesellschaft Oberhessen her.
Die Ohmtalbahn führte seit 1901 durch Ober-Ofleiden. Seit sie nur noch als Materialbahn für das Basaltwerk in Nieder-Ofleiden betrieben wird, endet sie am nördlichen Ortsrand.

## Söhne und Töchter von Ober-Ofleiden
- Carl Theodor Welcker (1790–1869), Jurist, Hochschullehrer und Politiker
- Heinrich Brauer (1860–1945), hessischer Politiker